# Річний звіт
Річни́й звіт (фінансовий звіт) — звіт, у якому наводять дані про фінансовий стан компанії за певний проміжок часу або на певну дату. В Україні фінансова звітність складається з таких документів:
- баланс;
- звіт про фінансові результати;
- звіт про рух грошових коштів;
- звіт про власний капітал;
- примітки.